# 皮埃尔蓬
皮埃尔蓬（法語：Pierrepont，法語發音：[pjɛʁpɔ̃] ⓘ）是法国默尔特-摩泽尔省的一个市镇，属于布里埃区。

## 地理
皮埃尔蓬（49°24'57"N, 5°42'41"E）面积7.02 平方千米，位于法国大東部大區默尔特-摩泽尔省，该省份为法国东北部内陆省份，是洛林的一部分，北邻比利时、卢森堡，北起顺时针与摩泽尔省、下莱茵省、孚日省和默兹省接壤。
与皮埃尔蓬接壤的市镇（或旧市镇、城区）包括：巴略、伯韦耶、布瓦蒙、栋库尔莱隆吉永、昂德旺皮埃尔蓬、克吕讷河畔阿朗西。

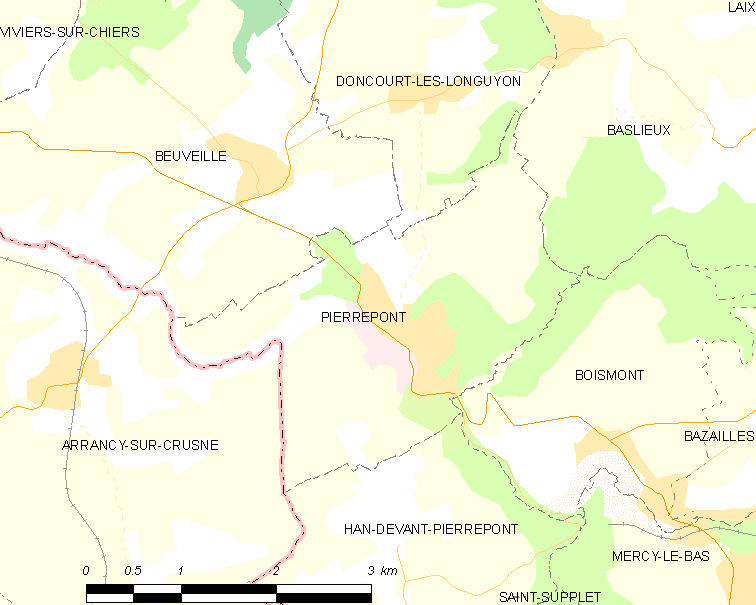
皮埃尔蓬的OSM定位图

皮埃尔蓬的时区为UTC+01:00、UTC+02:00（夏令时）。

## 行政
皮埃尔蓬的邮政编码为54620，INSEE市镇编码为54428。

## 政治
皮埃尔蓬所属的省级选区为蒙圣马丹县。

## 人口

1962-2008年间皮埃尔蓬人口变化图示

皮埃尔蓬于2022年1月1日时的人口数量为827人。